# Arambagh Krira Sangha
Arambagh Krira Sangha is een Bengalese voetbalclub. De club speelt anno 2020 in Bangladesh Premier League.

## Bekende (ex-)spelers
- Alamu Bukola Olalekan

## Lijst met trainers
- 16 maart 2016 - 3 januari 2017: Saiful Bari Titu
- 8 april 2017 - 18 juli 2019: Maruful Haque
- 29 oktober 2019 - september 2020: Sheikh Zahidur Rahman Milon
- oktober 2020 - ?: Subrata Bhattacharya JR
- ? - 2021: Douglas Silva

## Erelijst
- Independence Cup: 2017-18 (1x)